# Carter Heyward
Isabel Carter Heyward (* 22. August 1945) ist eine US-amerikanische feministische Theologin und Pfarrerin.

## Leben
Carter Heyward studierte am Randolph-Macon Woman’s College in Virginia, an der Columbia University und am Union Theological Seminary in the City of New York. Sie lehrte von 1975 bis zu ihrer Pensionierung 2006 als Professorin für Theologie an der Episcopal Divinity School in Cambridge (Massachusetts), USA.
Im Juni 1974 wurde sie zusammen mit zehn anderen Frauen („Philadelphia Eleven“) zur Priesterin der Episcopal Church in the USA geweiht. Diese Ordination von Frauen verstieß gegen die damaligen Vorschriften ihrer Kirche; sie wurde im Jahr 1976 offiziell anerkannt.

## Theologie
Ihre Arbeit im Bereich der Theologie der Beziehung wird als feministische Befreiungstheologie eingeordnet. Carter betont die Beziehungsmacht als die Wirkweise des Göttlichen in der Welt. Für sie ereignet sich das Göttliche zwischen jedem Einzelnen und allem Seienden immer wieder neu. Gott ist ein Beziehungsgeschehen, das sich immer wieder neu vollzieht. „Gott ist Liebe – das beständige, unmittelbare Sehnen und Drängen, im gesamten Kosmos Gegenseitigkeit zu inkarnieren.“ Diesen Gott gilt es zu verwirklichen. Diesen Prozess bezeichnet sie als „godding“, die Tätigkeit des Verwirklichens Gottes als Kraft der Beziehung in der Verb-Wortschöpfung „to god“.

## Schriften
- Und sie rührte sein Kleid an. Eine feministische Theologie der Beziehung. Kreuz-Verlag, Stuttgart 1986.
- Touching Our Strength: The Erotic As Power and the Love of God. 1989.
- A Priest Forever. One Woman’s Controversial Ordination in the Episcopal Church. 1976.
- Saving Jesus from Those Who Are Right. Rethinking What It Means to Be Christian. 1999.
- Rising from the Rubble. 2000 (Artikel aus The Other Side).
- God in the Balance. Christian Spirituality in Times of Terror. 2002.
- Jesus neu entwerfen. Exodus-Verlag 2006 (Dt. Übersetzung von Saving Jesus...).

| Personendaten    | Personendaten                               |
| ---------------- | ------------------------------------------- |
| NAME             | Heyward, Carter                             |
| ALTERNATIVNAMEN  | Heyward, Isabel Carter (vollständiger Name) |
| KURZBESCHREIBUNG | US-amerikanische Theologin und Pfarrerin    |
| GEBURTSDATUM     | 22. August 1945                             |